# Emma Morano
Emma Morano (n. 29 noiembrie 1899, Civiasco, Piemont, Italia – d. 15 aprilie 2017, Verbania, Piemont, Italia) a fost o supercentenară italiană, care, înaintea morții ei la vârsta 117 ani și 137 zile, a fost cea mai în vârstă persoană în viață din lume și ultima persoană în viață care s-a născut înainte de anul 1900.
Ea a fost persoana italiană cea mai longevivă înregistrată vreodată, al doilea european cel mai longeviv după franțuzoaica Jeanne Calment, și se află în top 10 cele mai longevive persoane care au trăit vreodată, fiind verificate de Gerontology Research Group

## Biografie
Emma Martina Luigia Morano s-a născut la 29 noiembrie 1899 la Civiasco, Vercelli, Piemmont, Italia. A fost primul copil din cei opt ai lui Giovanni Morano și ai Matildei Bresciani. Mama, o mătușă și unii din frații ei au atins vârsta de 90 de ani, și una dintre surorile sale, Angela Morano (1908–2011), a murit la vârsta de 102 ani.
Când ea era copil, familia s-a mutat din Valea Sesia la Ossola din cauza slujbei tatălui ei,, dar clima era atât de nesănătoasă acolo încât un medic a sfătuit familia să trăiască undeva cu un climat mai blând, astfel încât familia s-a mutat la Pallanza, pe lacul Maggiore. În octombrie 1926 s-a căsătorit cu Giovanni Martinuzzi (1901-1978), iar în 1937 s-a născut singurul ei copil, care a murit la doar șase luni. Căsătoria nu a fost fericită,, astfel încât, în 1938, Morano s-a despărțit de soțul ei, dându-l afară din casă; în ciuda separării cuplului, ei au rămas căsătoriți până la moartea lui în 1978.
Până în 1954, ea a lucrat într-o fabrică de iută din orașul ei. Ulterior, a lucrat în bucătăria colegiului Santa Maria, o școală internat, până la retragerea sa, la vârsta de 75 de ani.
Morano a trăit singură în casa ei până la vârsta de 115 ani. Când a fost întrebată de secretul longevității, ea a spus că nu a luat niciodată medicamente, mănâncă trei ouă pe zi, bea un pahar de coniac de casă și o bucată de ciocolata uneori, dar, mai presus de toate, gândește pozitiv despre viitor. Morano crede că lunga ei viață se datorează dietei cu ouă crude și fapului că a trăit singură.
Morano a devenit cea mai longevivă persoană în viață din Italia și Europa după decesul Mariei Redaelli la 2 aprilie 2013. La aniversarea vârstei de 114 ani, ea a acordat un scurt interviu în direct televiziunii RAI. La aniversarea vârstei de 116 ani a primit felicitări de la Papa Francisc. În 2015 a devenit cea mai longevivă persoană italiană din toate timpurile, după ce le-a depășit în august 2014 pe Venere Pizzinato și în august 2015 pe Dina Manfredini (care a murit în SUA). La 13 mai 2016, după decesul americancei Susannah Mushatt Jones la vârsta de 116 ani, 6 luni și 6 zile, Morano a devenit cea mai longevivă persoană în viață. La 29 iulie 2016, Cartea Recordurilor i-a acordat un certificat prin care a recunoscut-o ca persoana cea mai în vârstă aflată în viață.

## Legături externe
- Emma Morano s-a stins din viață la 117 ani, youtube.com